# Ригамонти, Антонио
Антонио Ригамонти (итал. Antonio Rigamonti; род. 5 апреля 1949, Карате-Брианца, Ломбардия) — итальянский футболист, вратарь.

## Карьера
Во взрослом футболе дебютировал в 1969 году в клубе «Аталанта», где 3 октября 1971 года впервые сыграл в Серии A в матче против «Интернационале». В 1972 году перешёл в «Кремонезе», ворота которого защищал на протяжении одного сезона. В 1973 году стал игроком клуба «Комо», где провёл три сезона. В составе команды Ригамонти исполнил несколько пенальти, забив 6 голов.
В 1976 году стал игроком «Милана». Большую часть времени в клубе он выходил на замену Энрико Альбертози, но после его дисквалификации стал основным вратарём команды в последних 10 играх. Вместе с командой в сезоне 1976/77 стал чемпионом Италии, а в сезоне 1978/79 завоевал Кубок Италии по футболу.
В 1981—1983 годах выступал за «Джелу» и «Мессину», но нигде надолго не задерживался. С 1983 года на протяжении двух сезонов защищал ворота клуба «Кремонезе», пропустив в трёх матчах десять мячей.
Завершил карьеру футболиста в 1986 году в клубе «Акрагас», за который выступал с 1985 года.

## Достижения
«Милан»
- Чемпион Италии: 1976/77
- Обладатель Кубка Италии: 1978/79